# Estinnes
Estinnes é um município da Bélgica localizado no distrito de Thuin, província de Hainaut, região da Valônia.
Pertence à rede das Cidades Cittaslow.
Há um grande parque eólico na Estinnes, localizado entre Vellereille-le-sec, Estinnes-au-Mont e Estinnes-au-Val, a primeira do mundo: 11 Enercon E-126 turbinas eólicas de 7,5 MW

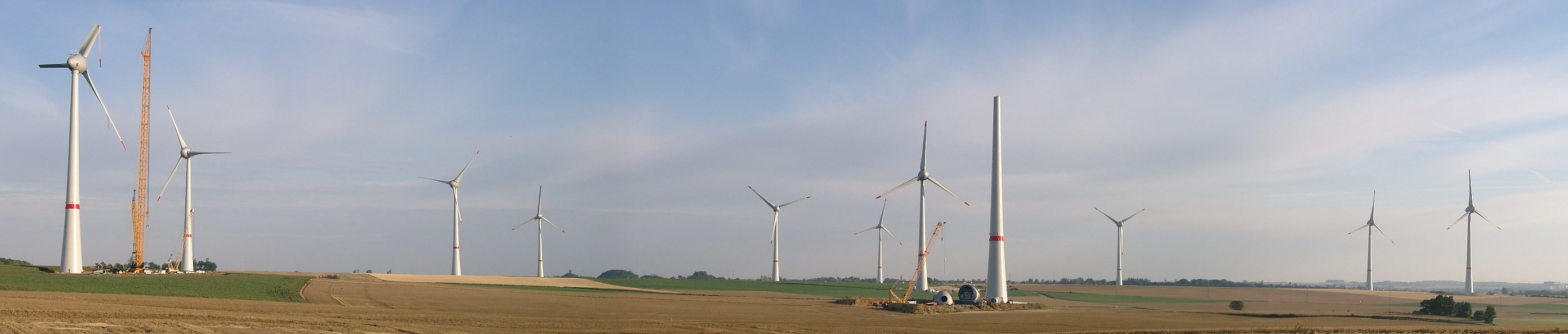
um primeiro mundo: 7,5 MW de turbinas eólicas Estinnes Bélgica, 20 de julho de 2010, um mês antes da conclusão, ver o rotor em duas partes

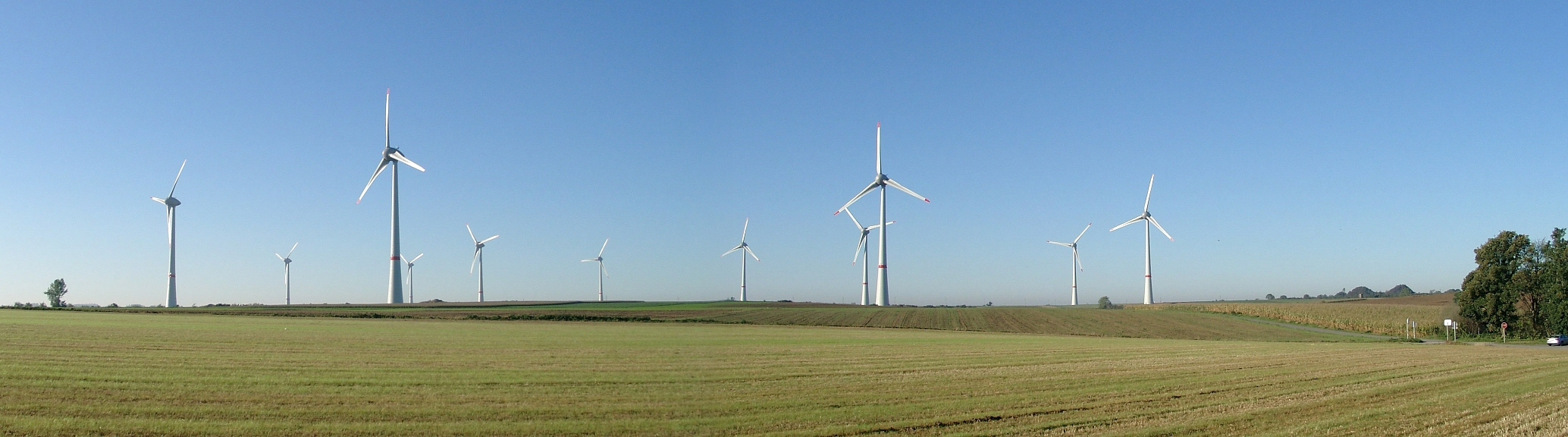
7,5 MW de turbinas eólicas Estinnes Bélgica 10 de outubro de 2010, acabada

## Património

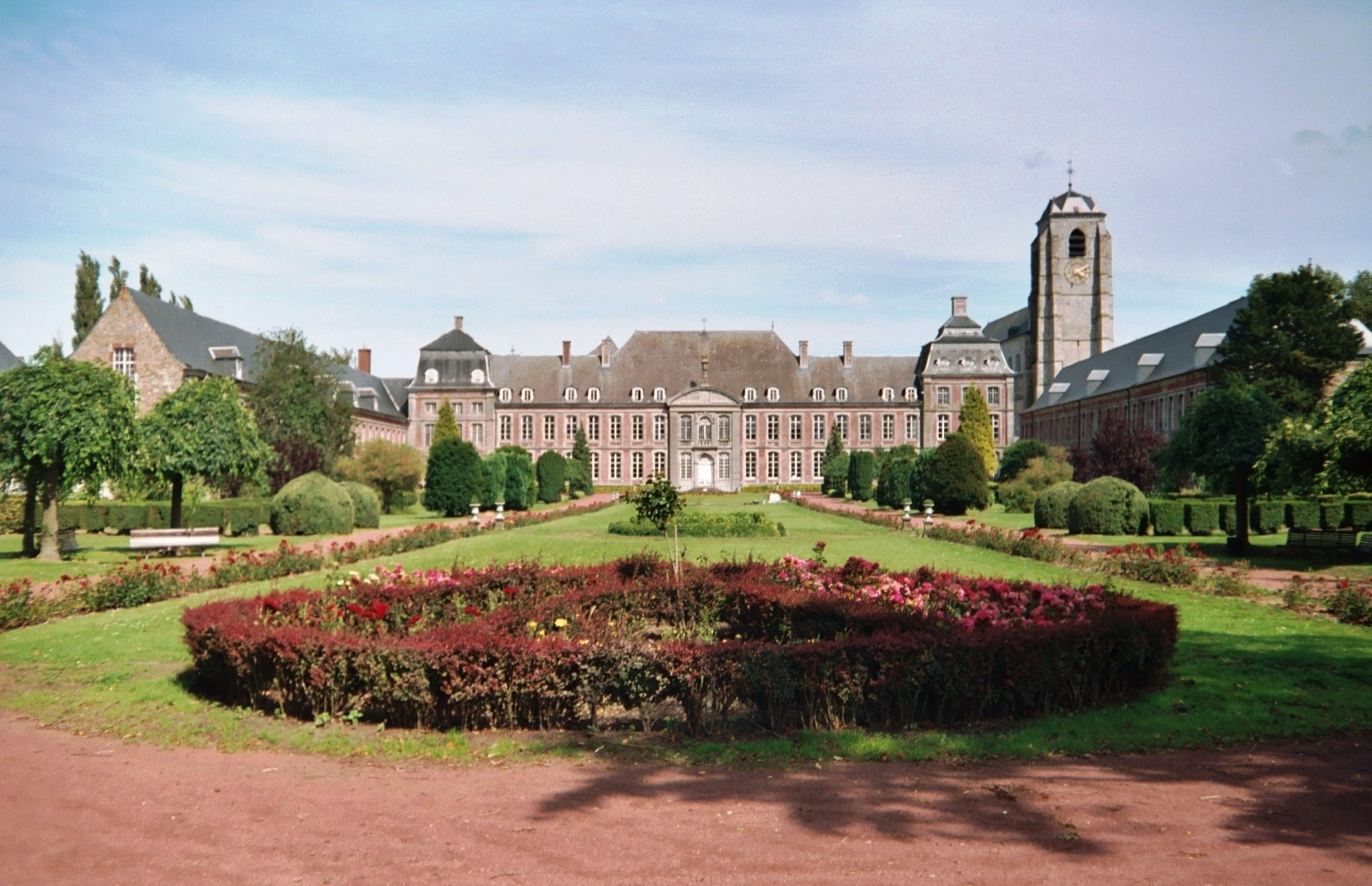
Abadia de Bonne-Espérance

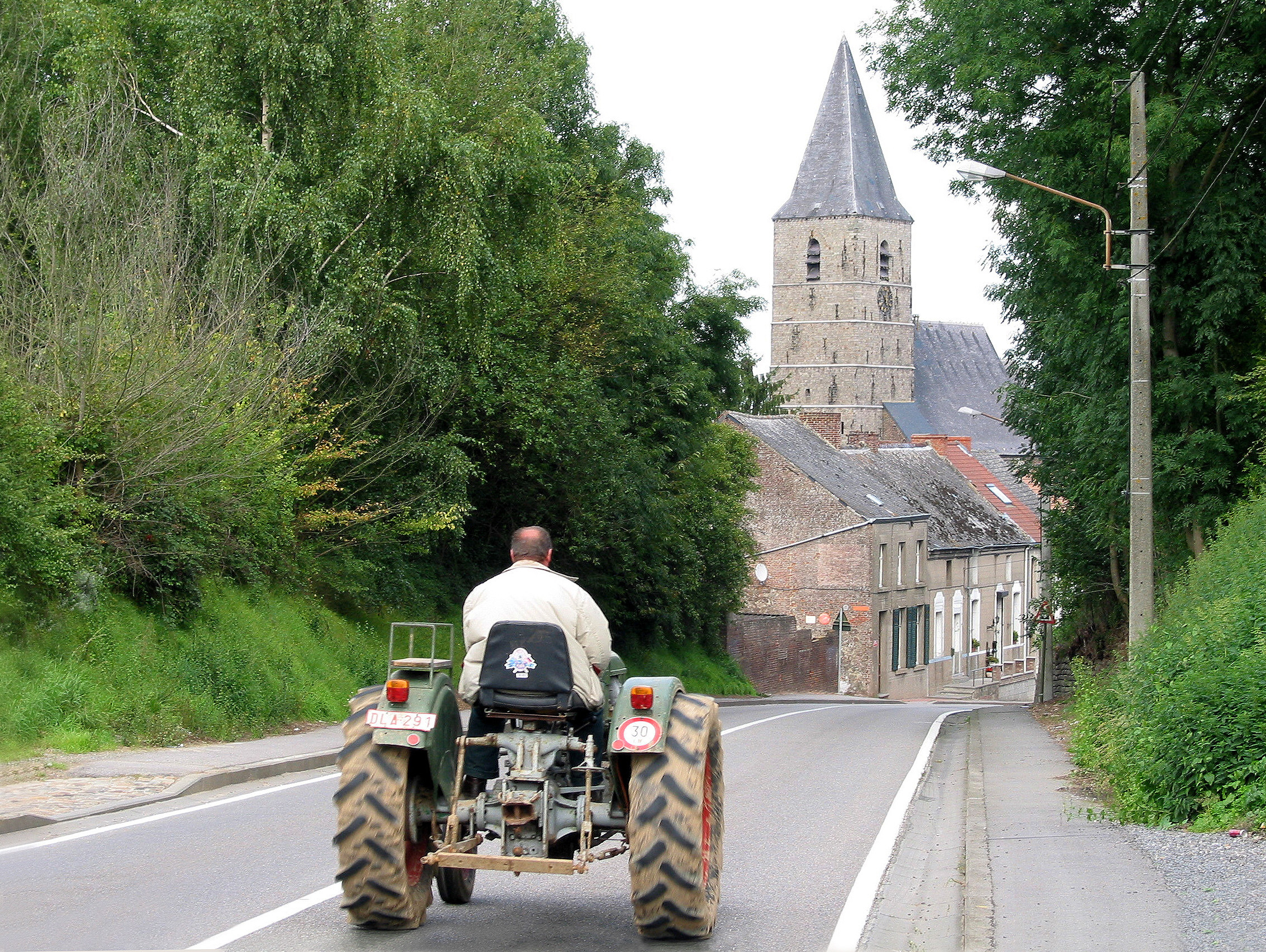
Estinnes-au-Mont

- Abadia de Bonne-Espérance